# Тихомиров, Илья Кузьмич
Илья Кузьмич Тихомиров (23 марта 1910, Тверская губерния — 10 марта 1942, Тульская область) — начальник связи эскадрильи 24-го бомбардировочного авиационного (61-я смешанная авиационная дивизия, Брянский фронт), старший лейтенант. Герой Советского Союза (1943).

## Биография
Родился 23 марта 1910 года в деревне Никоново ныне Зубцовского района Тверской области. Окончил 7 классов. Работал на одном из заводов Москвы.
В 1932 году был призван в Красную Армию. Служил в авиации радистом, остался на сверхсрочную службу. В 1937 году окончил военную школу лётчиков-наблюдателей. В 1938 году вступил в ВКП(б). Участник советско-финской войны 1939—1940 годов. В 1941 году окончил курсы по подготовке авиационных штурманов.
Участник Великой Отечественной войны с июня 1941 года. Воевал в составе 24-го ближнебомбардировочного авиационного полка. Совершал боевые вылеты не только на бомбардировку и штурмовку живой силы и техники противника. По поручению командующего фронтом он летал для установления связи с окружёнными частями в тылу противника. Доставлял ценные сведения из разведывательных вылетов.
При разведке перегруппировки неприятельских войск в районе Новгород-Северского он не только доставил точные сведения о расположении вражеских частей, но и пять раз штурмовал скопление живой силы и техники врага, внёс ощутимое расстройство в его колонны.
К февралю 1942 года совершил 95 боевых вылетов на разведку и бомбардировку скоплений войск противника. Был представлен к присвоению звания Герой Советского Союза.
10 марта 1942 года погиб при выполнении боевого задания.
Указом Президиума Верховного Совета СССР от 14 февраля 1943 года за образцовое выполнение заданий командования и проявленные мужество и героизм в боях с немецко-вражескими захватчиками старшему лейтенанту Тихомирову Илье Кузьмичу присвоено звание Героя Советского Союза.
Похоронен в братской могиле в селе Архангельское Каменского района Тульской области.
Награждён орденами Ленина, Красного Знамени.
Именем Героя названы площадь в селе Архангельское и улица в городе Зубцов Тверской области. В родной деревне Машутино установлена мемориальная доска.